# Bộ trưởng Bộ Nội vụ Anh
Bộ trưởng phụ trách Nội vụ Ủy nhiệm Quốc chủ Điện hạ (His/Her Majesty's Principal Secretary of State for the Home Department), còn được gọi Bộ trưởng Nội vụ (Home Secretary), là chức vụ lãnh đạo Bộ Nội vụ và chức vụ cao cấp Nội các trong Chính phủ Quốc chủ Bệ hạ. Là chức vụ xuất chúng, một trong bốn Chức quan Quốc vụ Cao quý (Great Offices of State), và được công nhận rộng rãi là một trong những chức vụ đóng vai trò quan trọng và uy tín nhất trong Nội các Anh.
Bộ trưởng Nội vụ chịu trách nhiệm về các vấn đề nội vụ của Anh và xứ Wales, nhập cư và quyền công dân cho Vương quốc Anh. Thẩm quyền Bộ Nội vụ trao trách nhiệm cho Bộ trưởng Nội vụ bao gồm giữ trật tự Anh và xứ Wales, vấn đề an ninh quốc gia, Cơ quan An ninh MI5. Trước đây, Bộ trưởng Nội vụ chịu trách nhiệm quản lý các nhà tù và quản chế ở Anh và xứ Wales; tuy nhiên vào năm 2007, những trách nhiệm đó đã được chuyển cho Bộ Tư pháp mới được thành lập do Đại Chưởng ấn lãnh đạo.
Chức vụ hiện do Yvette Cooper nắm giữ kể từ  ngày 5 tháng 7 năm 2024.

## Danh sách Bộ trưởng
| Chân dung    | Chân dung                         | Tên (Sinh – Mất)                                                                                                  | Nhiệm kỳ         | Nhiệm kỳ         | Đảng                            | Chính phủ                                | Quân chủ (Trị vì)        | T.khảo |
| ------------ | --------------------------------- | --- | ---------------- | ---------------- | ------------------------------- | ---------------------------------------- | ------------------------ | ------ |
|              |                                   | Quý ngài rất đáng kính William Petty Đệ nhị Bá tước xứ Shelburne KGPC (1737 – 1805)                               | 27 tháng 3 1782  | 10 tháng 7 1782  | Whig                            | Rockingham II                            | George III (1760 – 1820) | [ 4 ]  |
|              |                                   | Quý ngài rất đáng kính Thomas Townsend Nghị sĩ Whitchurch (1733 – 1800)                                           | 10 tháng 7 1782  | 2 tháng 4 1783   | Whig                            | Shelburne (Whig – Tory)                  | George III (1760 – 1820) | [ 4 ]  |
|              |                                   | Quý ngài rất đáng kính Frederick North Huân tước North KG Nghị sĩ Banbury (1732 – 1792)                           | 2 tháng 4 1783   | 19 tháng 12 1783 | Tory                            | Fox–North                                | George III (1760 – 1820) | [ 4 ]  |
|              |                                   | Quý ngài rất đáng kính George Nugent-Temple-Grenville Đệ tam Hầu tước Temple PC (1753 – 1813)                     | 19 tháng 12 1783 | 23 tháng 12 1783 | Tory                            | Pitt I                                   | George III (1760 – 1820) | [ 5 ]  |
|              |                                   | Quý ngài rất đáng kính Thomas Townsend 1st Baron Sydney PC (1733 – 1800)                                          | 23 tháng 12 1783 | 5 tháng 6 1789   | Whig                            | Pitt I                                   | George III (1760 – 1820) | [ 4 ]  |
|              |                                   | Quý ngài rất đáng kính William Grenville 1st Baron Grenville PCPC (Ire) Nghị sĩ Buckinghamshire (1759 – 1834)     | 5 tháng 6 1789   | 8 tháng 6 1791   | Tory                            | Pitt I                                   | George III (1760 – 1820) | [ 4 ]  |
|              |                                   | Quý ngài rất đáng kính Henry Dundas Nghị sĩ Edinburgh (1742 – 1811)                                               | 8 tháng 6 1791   | 11 tháng 7 1794  | Tory                            | Pitt I                                   | George III (1760 – 1820) | [ 4 ]  |
|              |                                   | His Grace William Cavendish-Bentinck 3rd Duke of Portland KGPCFRS (1738 – 1809)                                   | 11 tháng 7 1794  | 30 tháng 7 1801  | Tory                            | Pitt I                                   | George III (1760 – 1820) | [ 4 ]  |
| Addington    |                                   | His Grace William Cavendish-Bentinck 3rd Duke of Portland KGPCFRS (1738 – 1809)                                   | 11 tháng 7 1794  | 30 tháng 7 1801  | Tory                            |                                          | George III (1760 – 1820) | [ 4 ]  |
|              |                                   | Quý ngài rất đáng kính Thomas Pelham 4th Baron Pelham of Stanmer PCPC (Ire)FRS (1756 – 1826)                      | 30 tháng 7 1801  | 17 tháng 8 1803  | Whig                            | [ 4 ]                                    | George III (1760 – 1820) |        |
|              |                                   | Quý ngài rất đáng kính Charles Philip Yorke FRSFSA Nghị sĩ Cambridgeshire (1764–1834)                             | 17 tháng 8 1803  | 12 tháng 5 1804  | Tory                            | [ 4 ]                                    | George III (1760 – 1820) |        |
|              |                                   | Quý ngài rất đáng kính Robert Jenkinson Nam tước Hawkesbury thứ 2 PCFRS (1770 – 1828)                             | 12 tháng 5 1804  | 5 tháng 2 1806   | Tory                            | Pitt II                                  | George III (1760 – 1820) | [ 4 ]  |
|              |                                   | Quý ngài rất đáng kính George Spencer Bá tước Spencer thứ 2 KGPCDLFRSFSA (1758 – 1834)                            | 5 tháng 2 1806   | 25 tháng 3 1807  | Whig                            | All the Talents (Whig – Tory)            | George III (1760 – 1820) | [ 4 ]  |
|              |                                   | Quý ngài rất đáng kính Robert Jenkinson 2nd Earl of Liverpool PCFRS (1770 – 1828)                                 | 25 tháng 3 1807  | 1 tháng 11 1809  | Tory                            | Portland II                              | George III (1760 – 1820) | [ 4 ]  |
|              |                                   | Quý ngài rất đáng kính Richard Ryder Nghị sĩ Tiverton (1766 – 1832)                                               | 1 tháng 11 1809  | 8 tháng 6 1812   | Tory                            | Perceval                                 | George III (1760 – 1820) | [ 4 ]  |
|              |                                   | Quý ngài rất đáng kính Henry Addington 1st Viscount Sidmouth PC (1757 – 1844)                                     | 11 tháng 6 1812  | 17 tháng 1 1822  | Tory                            | Liverpool                                | George III (1760 – 1820) | [ 4 ]  |
|              | George IV (1820 – 1830)           | Quý ngài rất đáng kính Henry Addington 1st Viscount Sidmouth PC (1757 – 1844)                                     | 11 tháng 6 1812  | 17 tháng 1 1822  | Tory                            | Liverpool                                |                          | [ 4 ]  |
|              |                                   | Quý ngài rất đáng kính Robert Peel FRS Nghị sĩ Oxford University (1788 – 1850)                                    | 17 tháng 1 1822  | 10 tháng 4 1827  | Tory                            | Liverpool                                | [ 4 ]                    |        |
|              |                                   | Quý ngài rất đáng kính William Sturges Bourne Nghị sĩ Ashburton (1769 – 1845)                                     | 30 tháng 4 1827  | 16 tháng 7 1827  | Tory                            | Canning (Canningite – Whig)              | [ 4 ]                    |        |
|              |                                   | The Most Honourable Henry Petty-Fitzmaurice 3rd Marquess of Lansdowne PCFRS (1780 – 1863)                         | 16 tháng 7 1827  | 22 tháng 1 1828  | Whig                            | Canning (Canningite – Whig)              | [ 4 ]                    |        |
|              | Goderich                          | The Most Honourable Henry Petty-Fitzmaurice 3rd Marquess of Lansdowne PCFRS (1780 – 1863)                         | 16 tháng 7 1827  | 22 tháng 1 1828  | Whig                            |                                          | [ 4 ]                    |        |
|              |                                   | Quý ngài rất đáng kính Sir Robert Peel BtFRS Nghị sĩ ba constituencies respectively (1788 – 1850)                 | 26 tháng 1 1828  | 22 tháng 11 1830 | Tory                            | Wellington – Peel                        | [ 4 ]                    |        |
|              | William IV (1830 – 1837)          | Quý ngài rất đáng kính Sir Robert Peel BtFRS Nghị sĩ ba constituencies respectively (1788 – 1850)                 | 26 tháng 1 1828  | 22 tháng 11 1830 | Tory                            | Wellington – Peel                        | [ 4 ]                    |        |
|              |                                   | Quý ngài rất đáng kính William Lamb 2nd Viscount Melbourne PC (1779 – 1848)                                       | 22 tháng 11 1830 | 16 tháng 7 1834  | Whig                            | Grey                                     | [ 4 ]                    |        |
|              |                                   | Quý ngài rất đáng kính John Ponsonby 1st Baron Duncannon PC (1781 – 1847)                                         | 19 tháng 7 1834  | 15 tháng 11 1834 | Whig                            | Melbourne I                              | [ 4 ]                    |        |
|              |                                   | Field MarshalHis Grace Arthur Wellesley 1st Duke of Wellington KGGCBGCHPC (1769 – 1852)                           | 15 tháng 11 1834 | 15 tháng 12 1834 | Tory                            | Wellington Caretaker                     | [ 4 ]                    |        |
|              |                                   | Quý ngài rất đáng kính Henry Goulburn FRS Nghị sĩ Cambridge University (1784 – 1856)                              | 15 tháng 12 1834 | 18 tháng 4 1835  | Bảo thủ                         | Peel I                                   | [ 4 ]                    |        |
|              |                                   | Quý ngài rất đáng kính Lord John Russell Nghị sĩ Stroud (1792 – 1878)                                             | 18 tháng 4 1835  | 30 tháng 8 1839  | Whig                            | Melbourne II                             | [ 5 ]                    |        |
|              | Victoria (1837 – 1901)            | Quý ngài rất đáng kính Lord John Russell Nghị sĩ Stroud (1792 – 1878)                                             | 18 tháng 4 1835  | 30 tháng 8 1839  | Whig                            | Melbourne II                             | [ 5 ]                    |        |
|              |                                   | The Most Honourable Constantine Phipps 1st Marquess of Normanby GCHPC (1797 – 1863)                               | 30 tháng 8 1839  | 30 tháng 8 1841  | Whig                            | Melbourne II                             | [ 5 ]                    |        |
|              |                                   | Quý ngài rất đáng kính Sir James Graham Bt Nghị sĩ Dorchester (1792 – 1861)                                       | 6 tháng 9 1841   | 30 tháng 6 1846  | Bảo thủ                         | Peel II                                  | [ 5 ]                    |        |
|              |                                   | Quý ngài rất đáng kính Sir George Grey Bt Nghị sĩ Devonport → North Northumberland (1799 – 1882)                  | 8 tháng 7 1846   | 23 tháng 2 1852  | Whig                            | Russell I                                | [ 5 ]                    |        |
|              |                                   | Quý ngài rất đáng kính Spencer Horatio Walpole QC Nghị sĩ Midhurst (1806 – 1898)                                  | 27 tháng 2 1852  | 19 tháng 12 1852 | Bảo thủ                         | Who? Who?                                | [ 5 ]                    |        |
|              |                                   | Quý ngài rất đáng kính Henry John Temple 3rd Viscount Palmerston GCBPCFRS Nghị sĩ Tiverton (1784 – 1865)          | 28 tháng 12 1852 | 6 tháng 2 1855   | Whig                            | Aberdeen (Peelite – Whig)                | [ 5 ]                    |        |
|              |                                   | Quý ngài rất đáng kính Sir George Grey Bt Nghị sĩ Morpeth (1799 – 1882)                                           | 8 tháng 2 1855   | 26 tháng 2 1858  | Whig                            | Palmerston I                             | [ 5 ]                    |        |
|              |                                   | Quý ngài rất đáng kính Spencer Horatio Walpole QC Nghị sĩ Cambridge University (1806 – 1898)                      | 26 tháng 2 1858  | 3 tháng 3 1859   | Bảo thủ                         | Derby – Disraeli II                      | [ 5 ]                    |        |
|              |                                   | Quý ngài rất đáng kính Thomas Henry Sutton Sotheron-Estcourt DLJP Nghị sĩ North Wiltshire (1801 – 1876)           | 3 tháng 3 1859   | 18 tháng 6 1859  | Bảo thủ                         | Derby – Disraeli II                      | [ 5 ]                    |        |
|              |                                   | Quý ngài rất đáng kính Sir George Cornewall Lewis Bt Nghị sĩ Radnor (1806 – 1863)                                 | 18 tháng 6 1859  | 25 tháng 7 1861  | Tự do                           | Palmerston II                            | [ 5 ]                    |        |
|              |                                   | Quý ngài rất đáng kính Sir George Grey Bt Nghị sĩ Morpeth (1799 – 1882)                                           | 25 tháng 7 1861  | 28 tháng 6 1866  | Tự do                           | Palmerston II                            | [ 5 ]                    |        |
|              | Russell II                        | Quý ngài rất đáng kính Sir George Grey Bt Nghị sĩ Morpeth (1799 – 1882)                                           | 25 tháng 7 1861  | 28 tháng 6 1866  | Tự do                           |                                          | [ 5 ]                    |        |
|              |                                   | Quý ngài rất đáng kính Spencer Horatio Walpole QC Nghị sĩ Cambridge University (1806 – 1898)                      | 6 tháng 7 1866   | 17 tháng 5 1867  | Bảo thủ                         | Derby – Disraeli III                     | [ 5 ]                    |        |
|              |                                   | Quý ngài rất đáng kính Gathorne Gathorne-Hardy Nghị sĩ Oxford University (1814 – 1906)                            | 17 tháng 5 1867  | 3 tháng 12 1868  | Bảo thủ                         | Derby – Disraeli III                     | [ 5 ]                    |        |
|              |                                   | Quý ngài rất đáng kính Henry Bruce JPDL Nghị sĩ Merthyr Tydfil → Renfrewshire (1815 – 1895)                       | 9 tháng 12 1868  | 9 tháng 8 1873   | Tự do                           | Gladstone I                              | [ 5 ]                    |        |
|              |                                   | Quý ngài rất đáng kính Robert Lowe Nghị sĩ London University (1811 – 1892)                                        | 9 tháng 8 1873   | 20 tháng 2 1874  | Tự do                           | Gladstone I                              | [ 5 ]                    |        |
|              |                                   | Quý ngài rất đáng kính R. A. Cross GCBFRSDL Nghị sĩ South West Lancashire (1823 – 1914)                           | 21 tháng 2 1874  | 23 tháng 4 1880  | Bảo thủ                         | Disraeli II                              | [ 5 ]                    |        |
|              |                                   | Quý ngài rất đáng kính Sir William Harcourt QC Nghị sĩ Derby (1827 – 1904)                                        | 28 tháng 4 1880  | 23 tháng 6 1885  | Tự do                           | Gladstone II                             | [ 5 ]                    |        |
|              |                                   | Quý ngài rất đáng kính R. A. Cross GCBFRSDL Nghị sĩ Newton (1823 – 1914)                                          | 24 tháng 6 1885  | 1 tháng 2 1886   | Bảo thủ                         | Salisbury I                              | [ 5 ]                    |        |
|              |                                   | Quý ngài rất đáng kính Hugh Childers Nghị sĩ Edinburgh South (1827 – 1896)                                        | 6 tháng 2 1886   | 25 tháng 7 1886  | Tự do                           | Gladstone III                            | [ 5 ]                    |        |
|              |                                   | Quý ngài rất đáng kính Henry Matthews QC Nghị sĩ Birmingham East (1826 – 1913)                                    | 3 tháng 8 1886   | 15 tháng 8 1892  | Bảo thủ                         | Salisbury II                             | [ 5 ]                    |        |
|              |                                   | Quý ngài rất đáng kính H. H. Asquith QC Nghị sĩ East Fife (1852 – 1928)                                           | 18 tháng 8 1892  | 25 tháng 6 1895  | Tự do                           | Gladstone IV                             | [ 5 ]                    |        |
| Rosebery     |                                   | Quý ngài rất đáng kính H. H. Asquith QC Nghị sĩ East Fife (1852 – 1928)                                           | 18 tháng 8 1892  | 25 tháng 6 1895  | Tự do                           |                                          | [ 5 ]                    |        |
|              |                                   | Quý ngài rất đáng kính Sir Matthew White Ridley BtDL Nghị sĩ Blackpool (1842 – 1904)                              | 29 tháng 6 1895  | 12 tháng 11 1900 | Bảo thủ                         | Salisbury (III & IV) (Con. – Lib.U.)     | [ 5 ]                    |        |
|              |                                   | Quý ngài rất đáng kính Charles Ritchie Nghị sĩ Croydon (1838 – 1906)                                              | 12 tháng 11 1900 | 11 tháng 8 1902  | Bảo thủ                         | Salisbury (III & IV) (Con. – Lib.U.)     | [ 5 ]                    |        |
|              | Edward VII (1901 – 1910)          | Quý ngài rất đáng kính Charles Ritchie Nghị sĩ Croydon (1838 – 1906)                                              | 12 tháng 11 1900 | 11 tháng 8 1902  | Bảo thủ                         | Salisbury (III & IV) (Con. – Lib.U.)     | [ 5 ]                    |        |
|              | Balfour                           | Quý ngài rất đáng kính Charles Ritchie Nghị sĩ Croydon (1838 – 1906)                                              | 12 tháng 11 1900 | 11 tháng 8 1902  | Bảo thủ                         |                                          | [ 5 ]                    |        |
|              |                                   | Quý ngài rất đáng kính Aretas Akers-Douglas JPDL Nghị sĩ St tháng 8ine's (1851 – 1926)                            | 11 tháng 8 1902  | 5 tháng 12 1905  | Bảo thủ                         | [ 5 ]                                    |                          |        |
|              |                                   | Quý ngài rất đáng kính Herbert Gladstone JP Nghị sĩ Leeds West (1854 – 1930)                                      | 11 tháng 12 1905 | 19 tháng 2 1910  | Tự do                           | Campbell-Bannerman                       | [ 5 ]                    |        |
|              | Asquith (I–III)                   | Quý ngài rất đáng kính Herbert Gladstone JP Nghị sĩ Leeds West (1854 – 1930)                                      | 11 tháng 12 1905 | 19 tháng 2 1910  | Tự do                           |                                          | [ 5 ]                    |        |
|              |                                   | Quý ngài rất đáng kính Winston Churchill Nghị sĩ Dundee (1874 – 1965)                                             | 19 tháng 2 1910  | 24 tháng 10 1911 | Tự do                           | [ 5 ]                                    |                          |        |
|              | George V (1910 – 1936)            | Quý ngài rất đáng kính Winston Churchill Nghị sĩ Dundee (1874 – 1965)                                             | 19 tháng 2 1910  | 24 tháng 10 1911 | Tự do                           | [ 5 ]                                    |                          |        |
|              |                                   | Quý ngài rất đáng kính Reginald McKenna Nghị sĩ North Monmouthshire (1863 – 1943)                                 | 24 tháng 10 1911 | 27 tháng 5 1915  | Tự do                           | [ 5 ]                                    |                          |        |
|              |                                   | Quý ngài rất đáng kính Sir John Simon Nghị sĩ Walthamstow (1873 – 1954)                                           | 27 tháng 5 1915  | 12 tháng 1 1916  | Tự do                           | Asquith Coalition (Lib. – Con. – et al.) | [ 5 ]                    |        |
|              |                                   | Quý ngài rất đáng kính Herbert Samuel Nghị sĩ Cleveland (1870 – 1963)                                             | 12 tháng 1 1916  | 7 tháng 12 1916  | Tự do                           | Asquith Coalition (Lib. – Con. – et al.) | [ 5 ]                    |        |
|              |                                   | Quý ngài rất đáng kính George Cave 1st Viscount Cave PC Nghị sĩ Kingston (1856 – 1928)                            | 11 tháng 12 1916 | 14 tháng 1 1919  | Bảo thủ                         | Lloyd George (I & II)                    | [ 5 ]                    |        |
|              |                                   | Quý ngài rất đáng kính Edward Shortt KC Nghị sĩ Newcastle upon Tyne West (1862 – 1935)                            | 14 tháng 1 1919  | 23 tháng 10 1922 | Tự do                           | Lloyd George (I & II)                    | [ 5 ]                    |        |
|              |                                   | Quý ngài rất đáng kính William Bridgeman JPDL Nghị sĩ Oswestry (1864 – 1935)                                      | 25 tháng 10 1922 | 22 tháng 1 1924  | Bảo thủ                         | Law                                      | [ 5 ]                    |        |
| Baldwin I    |                                   | Quý ngài rất đáng kính William Bridgeman JPDL Nghị sĩ Oswestry (1864 – 1935)                                      | 25 tháng 10 1922 | 22 tháng 1 1924  | Bảo thủ                         |                                          | [ 5 ]                    |        |
|              |                                   | Quý ngài rất đáng kính Arthur Henderson Nghị sĩ Burnley (1863 – 1935)                                             | 23 tháng 1 1924  | 4 tháng 11 1924  | Công Đảng                       | MacDonald I                              | [ 5 ]                    |        |
|              |                                   | Quý ngài rất đáng kính Sir William Joynson-Hicks BtPC (NI)DL Nghị sĩ Twickenham (1865 – 1932)                     | 7 tháng 11 1924  | 5 tháng 6 1929   | Bảo thủ                         | Baldwin II                               | [ 5 ]                    |        |
|              |                                   | Quý ngài rất đáng kính John Robert Clynes Nghị sĩ Manchester Platting (1869 – 1949)                               | 8 tháng 6 1929   | 26 tháng 8 1931  | Công Đảng                       | MacDonald II                             | [ 5 ]                    |        |
|              |                                   | Quý ngài rất đáng kính Herbert Samuel GCBGBE Nghị sĩ Darwen (1870 – 1963)                                         | 26 tháng 8 1931  | 1 tháng 10 1932  | Tự do                           | National I (N.Lab. – Con. – et al.)      | [ 5 ]                    |        |
|              | National II                       | Quý ngài rất đáng kính Herbert Samuel GCBGBE Nghị sĩ Darwen (1870 – 1963)                                         | 26 tháng 8 1931  | 1 tháng 10 1932  | Tự do                           |                                          | [ 5 ]                    |        |
|              |                                   | Quý ngài rất đáng kính Sir John Gilmour BtDSOTDJPDL Nghị sĩ Glasgow Pollok (1876 – 1940)                          | 1 tháng 10 1932  | 7 tháng 6 1935   | Unionist                        | [ 5 ]                                    |                          |        |
|              |                                   | Quý ngài rất đáng kính Sir John Simon GCSIGCVOOBE Nghị sĩ Spen Valley (1873 – 1954)                               | 7 tháng 6 1935   | 28 tháng 5 1937  | Liberal National                | National III (Con. – N.Lab. – et al.)    | [ 5 ]                    |        |
|              | Edward VIII (1936)                | Quý ngài rất đáng kính Sir John Simon GCSIGCVOOBE Nghị sĩ Spen Valley (1873 – 1954)                               | 7 tháng 6 1935   | 28 tháng 5 1937  | Liberal National                | National III (Con. – N.Lab. – et al.)    | [ 5 ]                    |        |
|              | George VI (1936 – 1952)           | Quý ngài rất đáng kính Sir John Simon GCSIGCVOOBE Nghị sĩ Spen Valley (1873 – 1954)                               | 7 tháng 6 1935   | 28 tháng 5 1937  | Liberal National                | National III (Con. – N.Lab. – et al.)    | [ 5 ]                    |        |
|              |                                   | Quý ngài rất đáng kính Sir Samuel Hoare BtGCSIGBECMGJP Nghị sĩ Chelsea (1880 – 1959)                              | 28 tháng 5 1937  | 3 tháng 9 1939   | Bảo thủ                         | National IV                              | [ 5 ]                    |        |
|              |                                   | Quý ngài rất đáng kính Sir John Anderson GCBGCSIGCIEPC (Ire) Nghị sĩ Combined Scottish Universities (1882 – 1958) | 4 tháng 9 1939   | 4 tháng 10 1940  | Independent (National)          | Chamberlain War                          | [ 5 ]                    |        |
|              | Churchill War (All parties)       | Quý ngài rất đáng kính Sir John Anderson GCBGCSIGCIEPC (Ire) Nghị sĩ Combined Scottish Universities (1882 – 1958) | 4 tháng 9 1939   | 4 tháng 10 1940  | Independent (National)          |                                          | [ 5 ]                    |        |
|              | Tập tin:Herbert Morrison 1947.jpg | Quý ngài rất đáng kính Herbert Morrison Nghị sĩ Hackney South (1888 – 1965)                                       | 4 tháng 10 1940  | 23 tháng 5 1945  | Công Đảng                       | [ 5 ]                                    |                          |        |
|              |                                   | Quý ngài rất đáng kính Sir Donald Somervell KC Nghị sĩ Crewe (1889 – 1960)                                        | 25 tháng 5 1945  | 26 tháng 7 1945  | Bảo thủ                         | Churchill Caretaker (Con. – Lib.N.)      | [ 5 ]                    |        |
|              |                                   | Quý ngài rất đáng kính James Chuter Ede JPDL Nghị sĩ South Shields (1882 – 1965)                                  | 3 tháng 8 1945   | 26 tháng 10 1951 | Công Đảng                       | Attlee (I & II)                          | [ 5 ]                    |        |
|              |                                   | Quý ngài rất đáng kính Sir David Maxwell Fyfe GCVOQC Nghị sĩ Liverpool West Derby (1900 – 1967)                   | 27 tháng 10 1951 | 19 tháng 10 1954 | Bảo thủ                         | Churchill III                            | [ 5 ]                    |        |
|              | Elizabeth II (1952 – present)     | Quý ngài rất đáng kính Sir David Maxwell Fyfe GCVOQC Nghị sĩ Liverpool West Derby (1900 – 1967)                   | 27 tháng 10 1951 | 19 tháng 10 1954 | Bảo thủ                         | Churchill III                            | [ 5 ]                    |        |
|              |                                   | Quý ngài rất đáng kính Gwilym Lloyd George TD Nghị sĩ Newcastle upon Tyne North (1894 – 1967)                     | 19 tháng 10 1954 | 14 tháng 1 1957  | National Liberal & Conservative | Churchill III                            | [ 5 ]                    |        |
|              | Eden                              | Quý ngài rất đáng kính Gwilym Lloyd George TD Nghị sĩ Newcastle upon Tyne North (1894 – 1967)                     | 19 tháng 10 1954 | 14 tháng 1 1957  | National Liberal & Conservative |                                          | [ 5 ]                    |        |
|              |                                   | Quý ngài rất đáng kính Richard Austen Butler CH Nghị sĩ Saffron Walden (1902 – 1982)                              | 14 tháng 1 1957  | 13 tháng 7 1962  | Bảo thủ                         | Macmillan (I & II)                       | [ 5 ]                    |        |
|              |                                   | Quý ngài rất đáng kính Henry Brooke Nghị sĩ Hampstead (1903 – 1984)                                               | 14 tháng 7 1962  | 16 tháng 10 1964 | Bảo thủ                         | Macmillan (I & II)                       | [ 5 ]                    |        |
|              | Douglas-Home                      | Quý ngài rất đáng kính Henry Brooke Nghị sĩ Hampstead (1903 – 1984)                                               | 14 tháng 7 1962  | 16 tháng 10 1964 | Bảo thủ                         |                                          | [ 5 ]                    |        |
|              |                                   | Quý ngài rất đáng kính Sir Frank Soskice QC Nghị sĩ Newport (1902 – 1979)                                         | 18 tháng 10 1964 | 23 tháng 12 1965 | Công Đảng                       | Wilson (I & II)                          | [ 5 ]                    |        |
|              |                                   | Quý ngài rất đáng kính Roy Jenkins Nghị sĩ Birmingham Stechford (1920 – 2003)                                     | 23 tháng 12 1965 | 30 tháng 11 1967 | Công Đảng                       | Wilson (I & II)                          | [ 5 ]                    |        |
|              |                                   | Quý ngài rất đáng kính James Callaghan Nghị sĩ Cardiff South East (1912 – 2005)                                   | 30 tháng 11 1967 | 19 tháng 6 1970  | Công Đảng                       | Wilson (I & II)                          | [ 5 ]                    |        |
|              |                                   | Quý ngài rất đáng kính Reginald Maudling Nghị sĩ Barnet (1917 – 1979)                                             | 20 tháng 6 1970  | 18 tháng 7 1972  | Bảo thủ                         | Heath                                    | [ 5 ]                    |        |
|              |                                   | Quý ngài rất đáng kính Robert Carr Nghị sĩ Carshalton (1916 – 2012)                                               | 18 tháng 7 1972  | 4 tháng 3 1974   | Bảo thủ                         | Heath                                    | [ 5 ]                    |        |
|              |                                   | Quý ngài rất đáng kính Roy Jenkins Nghị sĩ Birmingham Stechford (1920 – 2003)                                     | 5 tháng 3 1974   | 10 tháng 9 1976  | Công Đảng                       | Wilson (III & IV)                        | [ 5 ]                    |        |
|              | Callaghan                         | Quý ngài rất đáng kính Roy Jenkins Nghị sĩ Birmingham Stechford (1920 – 2003)                                     | 5 tháng 3 1974   | 10 tháng 9 1976  | Công Đảng                       |                                          | [ 5 ]                    |        |
|              |                                   | Quý ngài rất đáng kính Merlyn Rees Nghị sĩ Leeds South (1920 – 2006)                                              | 10 tháng 9 1976  | 4 tháng 5 1979   | Công Đảng                       | [ 5 ]                                    |                          |        |
|              |                                   | Quý ngài rất đáng kính William Whitelaw CHMCDL Nghị sĩ Penrith and The Border (1918 – 1999)                       | 4 tháng 5 1979   | 11 tháng 6 1983  | Bảo thủ                         | Thatcher I                               | [ 5 ]                    |        |
|              |                                   | Quý ngài rất đáng kính Leon Brittan QC Nghị sĩ Richmond (Yorks) (1939 – 2015)                                     | 11 tháng 6 1983  | 2 tháng 9 1985   | Bảo thủ                         | Thatcher II                              | [ 5 ]                    |        |
|              |                                   | Quý ngài rất đáng kính Douglas Hurd CBE Nghị sĩ Witney (sinh 1930)                                                | 2 tháng 9 1985   | 26 tháng 10 1989 | Bảo thủ                         | Thatcher II                              | [ 5 ]                    |        |
| Thatcher III |                                   | Quý ngài rất đáng kính Douglas Hurd CBE Nghị sĩ Witney (sinh 1930)                                                | 2 tháng 9 1985   | 26 tháng 10 1989 | Bảo thủ                         |                                          | [ 5 ]                    |        |
|              |                                   | Quý ngài rất đáng kính David Waddington QCDL Nghị sĩ Ribble Valley (1929 – 2017)                                  | 26 tháng 10 1989 | 28 tháng 11 1990 | Bảo thủ                         | [ 5 ]                                    |                          |        |
|              |                                   | Quý ngài rất đáng kính Kenneth Baker Nghị sĩ Mole Valley (sinh 1934)                                              | 28 tháng 11 1990 | 10 tháng 4 1992  | Bảo thủ                         | Major I                                  | [ 5 ]                    |        |
|              |                                   | Quý ngài rất đáng kính Kenneth Clarke QC Nghị sĩ Rushcliffe (sinh 1940)                                           | 10 tháng 4 1992  | 27 tháng 5 1993  | Bảo thủ                         | Major II                                 | [ 5 ]                    |        |
|              |                                   | Quý ngài rất đáng kính Michael Howard QC Nghị sĩ Folkestone and Hythe (sinh 1941)                                 | 27 tháng 5 1993  | 2 tháng 5 1997   | Bảo thủ                         | Major II                                 | [ 5 ]                    |        |
|              |                                   | Quý ngài rất đáng kính Jack Straw Nghị sĩ Blackburn (sinh 1946)                                                   | 2 tháng 5 1997   | 8 tháng 6 2001   | Công Đảng                       | Blair (I – III)                          | [ 5 ]                    |        |
|              |                                   | Quý ngài rất đáng kính David Blunkett Nghị sĩ Sheffield Brightside (sinh 1947)                                    | 8 tháng 6 2001   | 15 tháng 12 2004 | Công Đảng                       | Blair (I – III)                          | [ 5 ]                    |        |
|              |                                   | Quý ngài rất đáng kính Charles Clarke Nghị sĩ Norwich South (sinh 1950)                                           | 15 tháng 12 2004 | 5 tháng 5 2006   | Công Đảng                       | Blair (I – III)                          | [ 5 ]                    |        |
|              |                                   | Quý ngài rất đáng kính John Reid Nghị sĩ Airdrie and Shotts (sinh 1947)                                           | 5 tháng 5 2006   | 27 tháng 6 2007  | Công Đảng                       | Blair (I – III)                          | [ 6 ]                    |        |
|              |                                   | Quý ngài rất đáng kính Jacqui Smith Nghị sĩ Redditch (sinh 1962)                                                  | 28 tháng 6 2007  | 5 tháng 6 2009   | Công Đảng                       | Brown                                    | [ 7 ]                    |        |
|              |                                   | Quý ngài rất đáng kính Alan Johnson Nghị sĩ Hull West and Hessle (sinh 1950)                                      | 5 tháng 6 2009   | 11 tháng 5 2010  | Công Đảng                       | Brown                                    | [ 8 ]                    |        |
|              |                                   | Quý ngài rất đáng kính Theresa May Nghị sĩ Maidenhead (sinh 1956)                                                 | 12 tháng 5 2010  | 13 tháng 7 2016  | Bảo thủ                         | Cameron–Clegg (Con. – L.D.)              | [ 9 ]                    |        |
| Cameron II   |                                   | Quý ngài rất đáng kính Theresa May Nghị sĩ Maidenhead (sinh 1956)                                                 | 12 tháng 5 2010  | 13 tháng 7 2016  | Bảo thủ                         |                                          | [ 9 ]                    |        |
|              |                                   | Quý ngài rất đáng kính Amber Rudd Nghị sĩ Hastings and Rye (sinh 1963)                                            | 13 tháng 7 2016  | 29 tháng 4 2018  | Bảo thủ                         | May I                                    | [ 10 ]                   |        |
|              | May II                            | Quý ngài rất đáng kính Amber Rudd Nghị sĩ Hastings and Rye (sinh 1963)                                            | 13 tháng 7 2016  | 29 tháng 4 2018  | Bảo thủ                         |                                          | [ 10 ]                   |        |
|              |                                   | Quý ngài rất đáng kính Sajid Javid Nghị sĩ Bromsgrove (sinh 1969)                                                 | 30 tháng 4 2018  | 24 tháng 7 2019  | Bảo thủ                         | [ 11 ]                                   |                          |        |
|              |                                   | Quý ngài rất đáng kính Priti Patel Nghị sĩ Witham (sinh 1972)                                                     | 24 tháng 7 2019  | nay              | Bảo thủ                         | Johnson I                                | [ 12 ]                   |        |
| Johnson II   |                                   | Quý ngài rất đáng kính Priti Patel Nghị sĩ Witham (sinh 1972)                                                     | 24 tháng 7 2019  | nay              | Bảo thủ                         |                                          |                          |        |